# Сибирская академия финансов и банковского дела
Сибирская академия финансов и банковского дела — негосударственное учреждение высшего образования, расположенное в Новосибирске. Создано в 1992 году, по состоянию на 2016 год осуществляло подготовку по программам среднего и высшего образования (бакалавриат, магистратура, специалитет) в области экономики, финансов, бухгалтерского учёта, банковского дела, управления и торговли. Общее число обучающихся в 2016 году — 1402, из них по очной форме — 332.
В 2007 году стала первым негосударственным образовательным учреждением за Уралом, получившим статус академии.
В конце августа 2018 года вуз был лишён государственной аккредитации. В начале 2020 года САФБД продавала своё здание. К 2022 году академия ликвидирована.

## История
Идея создания в Сибирском регионе образовательного учреждения для обучения специалистов банковской сферы была сформулирована в апреле 1992 года. 14 июля было принято решение о создании Сибирской школы банковского бизнеса, 4 августа (официальная дата создания вуза) состоялось учредительное собрание, результатом которого стала регистрация ТОО «Сибирская международная высшая школа банковского дела» (СМВШБД). 10 ноября новый вуз оформил первую лицензию на образовательную деятельность по направлению «Экономика».
23 ноября 1992 года было открыто заочное отделение, к занятиям приступила первая группа студентов. 27 февраля 1993 года открылось вечернее отделение. 17 мая 1993 года к занятиям приступили студенты первой группы заочного отделения на базе средне-специального и неполного высшего образования. 28 сентября 1993 года принято решение о создании Финансово-банковского колледжа как структурного подразделения СМВШБД, ставшего основой среднего профессионального образования в структуре вуза.
На начало 1994 учебного года в составе СМВШБД действовали кафедры экономики (заведующий — Текутьев В. Е.), общетеоретических дисциплин (заведующий — Мельников О. А.), финансовой информатики (заведующий — Котюков В. И.), бухгалтерского учёта, аудита и налогообложения (заведующий — Полосаткина Е. А.), финансового менеджмента (заведующий — Болгова Е. К.), финансов и кредита (заведующая — Фадейкина Н. В.).
23 сентября 1994 года СМВШБД первой в Сибири обрела право осуществлять теоретическую подготовку работников коммерческих банков для проведения операций в иностранной валюте, а также повышение квалификации специалистов коммерческих банков.
В 1995 году список подразделений пополнила кафедра общетеоретических дисциплин, позднее реорганизованная в кафедру философии.
В 1996 году Сибирская международная высшая школа банковского дела в связи с реорганизацией на основании нового Федерального закона «О высшем и послевузовском образовании» была переименована в негосударственное образовательное учреждение высшего профессионального образования «Сибирский институт финансов и банковского дела» (СИФБД).
Институт начинает выпуск журнала «Сибирская финансовая школа», главным редактором которого с 1997 года становится ректор института Н. В. Файдекина. На страницах журнала публикуются исследования, представляющие интерес не только для экономистов-теоретиков, но и для специалистов-практиков и служащих органов законодательной и исполнительной власти регионов региона. Подразделение курсовой подготовки СИФБД в связи с изменениями в российском законодательстве переименовано в Факультет дополнительного образования. Создан учебно-методический центр обучения и переподготовки профессиональных бухгалтеров.
В 1997 году СИФБД получает аккредитацию в качестве учебного центр по подготовке и аттестации арбитражных и антикризисных управляющих и проходит государственную аккредитацию.
В 1998 году СИФБД получил право открыть аспирантуру по специальности «Финансы, денежное обращение и кредит». Структура кафедр института претерпела изменения, появилась кафедра педагогики и психологии.
В 1999 году выделением из кафедры общетеоретических дисциплин образована кафедра иностранных языков.
В 2000 году институт успешно прошёл очередную аттестацию и государственную аккредитацию.
18 апреля 2003 года на базе СИФБД открыт региональный диссертационный совет по защите диссертаций на соискание ученой степени кандидата наук по специальностям «Финансы, денежное обращение и кредит» и «Экономика и управление народным хозяйством».
В 2004 году в СИБФД открыта магистратура по специальностям «Бухгалтерский учёт, аудит и анализ», «Финансы», «Банки и банковская деятельность», «Менеджмент».
В 2005 году журнал «Сибирская финансовая школа» вошёл в перечень периодических и научно-технических изданий, выпускаемых в Российской Федерации, разрешенных для публикации основных результатов диссертаций на соискание ученой степени доктора наук. В том же году на базе средней школы № 163 открылось отделение заочного факультета высшего профессионального образования в Советском районе (Академгородок) Новосибирска.
В 2007 году вуз получил новый статус — академия, став первой частной академией за Уралом.
К 2022 году вуз ликвидирован.